# Vauanthes
Vauanthes es un género con tres especies de plantas con flores perteneciente a la familia Crassulaceae. 

## Especies seleccionadas
- Vauanthes chloraeflora
- Vauanthes chloraefolia
- Vauanthes dichotoma

- Datos: Q6159827